# Hazardní hra

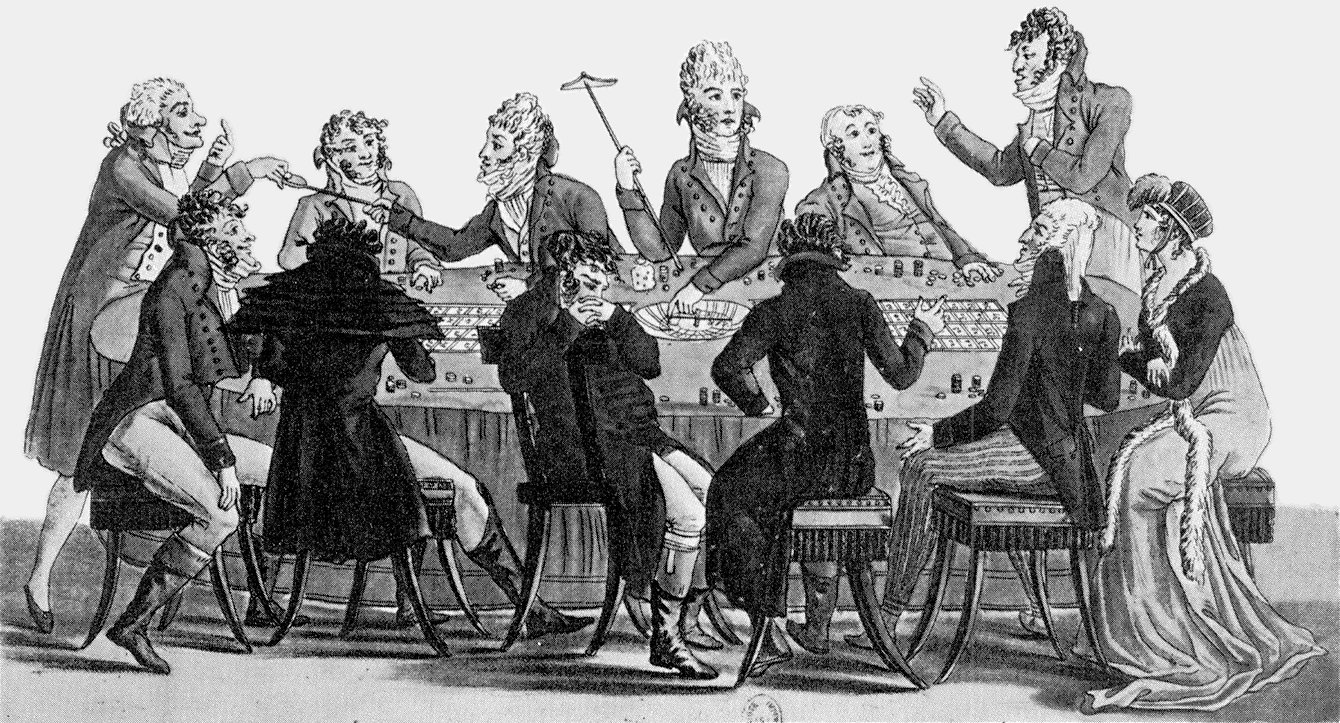
Společnost hrající ruletu (kolem roku 1800)

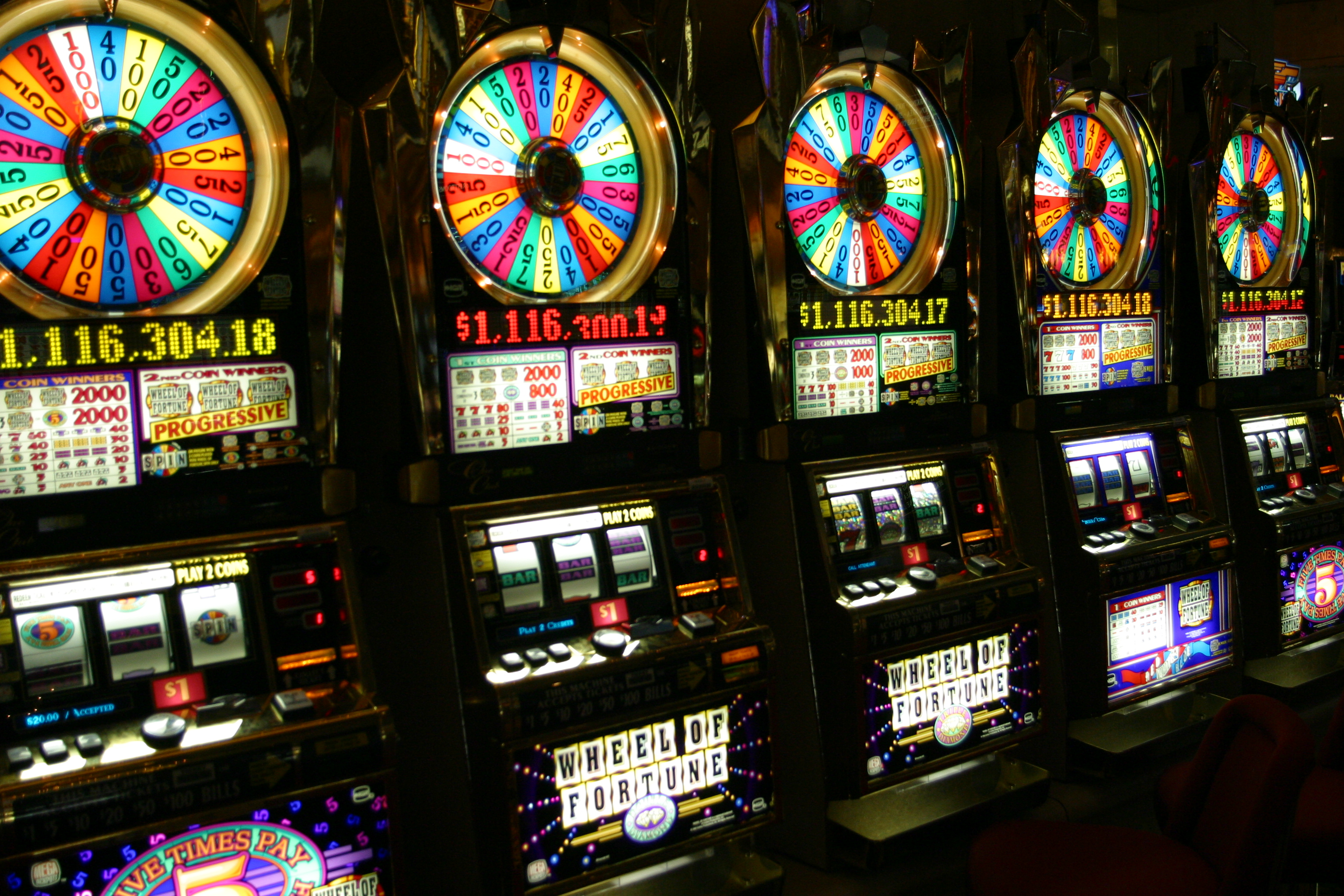
Hrací automaty v Las Vegas

Hazardní hra je hra šancí nebo dovedností, jejíž výsledek závisí výhradně nebo převážně na náhodě. Hazardní hra se obvykle hraje o peníze, případně jejich ekvivalent (žetony), které hráči sázejí na výsledek hry a které jsou po skončení hry nějakým způsobem rozděleny mezi výherce (sázecí poměr). Tento poměr bývá, účastní-li se hry bankéř, obvykle systematicky vychýlen v neprospěch ostatních sázejících. U loterií často platí, že se nerozděluje celý objem vsazených částek, ale jistá část zůstává bez ohledu na výsledek hry jejímu pořadateli. U ostatních her platí, že i když může bankéř oproti sázejícím několik her prohrát, v delší sérii her mu sázkové poměry zaručují jistou marži z celkově vsazeného objemu sázek.
Někteří lidé si hraním hazardních her zpříjemňují volný čas, jiné motivuje vidina rychlého nebo snadného zisku. Ze známých her se mezi hazardní hry řadí především ruleta, různé loterie, kostky, výherní hrací automaty, sportovní sázky a některé karetní hry.
Slovo hazard je odvozeno z arabského asár, kostka, výraz je tedy původně odvozen ze hry v kostky.

## Přesnější vymezení
Existuje několik definic hazardních her, na jejichž základě různé hry mohou i nemusí být chápány jako hazardní. Zde jsou shrnuta některá kritéria:

### Míra náhody
Hazardní hry lze především vymezit jako hry, jejichž výsledek závisí na náhodě. Protože však svou roli hraje náhoda prakticky ve všech hrách i sportech, za hazardní hry považujeme takové hry, u nichž je míra náhody velmi vysoká. U některých her je ovšem dosti složité rozhodnout, jak velkou roli v nich náhoda hraje. Navíc je míra náhody i u stejného typu hry pro různé hráče odlišná, obvykle je tím vyšší, čím méně jsou hráči zkušení, zatímco osvojováním herních mechanismů míru náhody snižují.
Jednoznačně hazardní hru představuje herní automat nebo karetní hry, kdy výsledek hry je dán pouze zamícháním karet a jejich pořadím v balíčku (typicky gotes). Následuje-li však ještě sehrávka pro dané rozdání, pak hráči dle svého stupně znalostí dané hry mohou výsledek sehrání podstatně ovlivnit. 
Dále pak často některé hry potlačují  prvek náhody tím, že se nebere v úvahu jen jedna hra, ale celá série, kdy se výhodné rozložení karet pro jednotlivé hry střídá mezi jednotlivými hráči. Mariáš, skat, bridž, backgammon, gin rummy. Ve všech těchto hrách vyhrává zápas nebo sérii her lepší hráč a horší prohrává. 
Definice hazardní hry dle loterijního zákona je částečně zavádějící - chybí tam definice rolí, hráč vs. provozovatel,  hra vs. série her. 

### Sázecí poměr
Často se uvádí, že základním požadavkem, aby hra založená čistě na náhodě mohla být chápána jako hazardní, je sázecí poměr, nepříznivý vůči jedné straně hry. Z tohoto hlediska nelze například mariáš (hraný o peníze) považovat za hazardní hru, protože veškeré vsazené peníze zůstávají mezi hráči.
V Česku definuje pojem hazardní hra zákon.

### Výše sázek
Svou roli v tom, co lze chápat jako hazardní hru, jistě hraje i výše sázek. Například loterie je podle obou předchozích kritérií bezesporu hazardní hra, ovšem člověk, který si jednou jednou za měsíc koupí v trafice Sportku, by asi sám sebe těžko označil za hazardního hráče. Za hazardní hry tedy obvykle považujeme takové, v nichž se hraje o vysoké částky – z hlediska zúčastněných hráčů („vysoká částka“ tedy může mít na základě sociálního statusu hráče velmi rozdílné hodnoty).
Toto asi není vhodným kritériem, zejména pro loterie, což je zcela jistě hra hazardní, neboť se jedná o čistě náhodnou hru a poměry vychýlené pro provozovatele jsou většinou naprosto extrémní. Jinou věcí je však dobrovolná účast na takové lokální hře, zejména když jurisdikce je shovívavá např. k provozování tomboly, nebo binga pro získání menších  částek namísto příspěvku na obecně prospěšné potřeby. Vesnická škola, kostelní sbírka, oprava hasičského vybavení... Tam úprava loterijním zákonem a přenesení hry do casina je zcela mimo rozumné uvažování. Obzvláště, když by provozovatelem takové účelové hry byla nezisková organizace.

## Současná česká legislativa
Podle zákona o hazardních hrách, který vstoupil v platnost 1. ledna 2017, je hazardní hra definována takto: „Hazardní hrou se rozumí hra, sázka nebo los, do nichž sázející vloží sázku, jejíž návratnost se nezaručuje, a v nichž o výhře nebo prohře rozhoduje zcela nebo zčásti náhoda nebo neznámá okolnost.“ Výslovně jsou v zákoně zmíněny tyto hazardní hry: loterie, kursové sázky, totalizátorové hry, bingo, technické hry, živé hry, tomboly a turnaje malého rozsahu. Loterií a podobných her se smějí účastnit pouze hráči starší 18 let. Zákon o dani z hazardních her č. 187/2016 Sb. zdaňuje loterie a technické hry sazbou 35 %, ostatní hry sazbou 23 %.
Podle zákona o hazardních hrách smí na území České republiky provozovat hazardní hry české i zahraniční subjekty. Provozovatel hazardní hry musí získat licenci vydávanou Ministerstvem financí ČR. Zákon mimo jiné reguluje maximální možnou sázku na 100 Kč v kasinech a 1000 Kč v internetových hrách. Také je omezena maximální možná výhra v jedné hře na 500 000 Kč. Výherní automaty, které jsou dlouhodobě považovány za nejrizikovější, již smí být umístěny pouze v licencovaných provozovnách. Herny také nesmí hráčům dávat zdarma alkoholické nápoje a ruší se non-stop provoz. Licencovaná kasina smějí být otevřena non-stop, ovšem pro získání licence je potřeba splnit přísnější požadavky.
Česká legislativa je kritizována například ze strany pokerových nebo mariášových hráčů, kteří svou hru nepovažují za hazard, ale dovednostní disciplínu a kromě toho považují za nesmyslné, aby se turnaje v těchto hrách konaly pouze v licencovaných kasinech.
Kritizována byla i možnost Ministerstva financí ČR blokovat jakékoliv webové stránky provozoven a zahraničních heren, které působí na českém trhu bez licence; tato část zákona je  spojována s možnou cenzurou internetu. Například v srpnu 2016 podala Pirátská strana a iniciativa Přichází cenzor spolu se skupinou senátorů návrh na zrušení příslušných ustanovení, kterému však Ústavní soud nevyhověl.
| „                          | Jde o technický zásah proti nelegálním hrám, nejde o cenzuru internetu. Hazardní hry jsou často provázány s organizovaným zločinem, a zákonodárce proto přistoupil ke schválení normy, jejíž konstrukce je běžná i v jiných vyspělých státech. Povinnost blokace zákon ukládá poskytovatelům připojení k internetu, jejichž úkolem je zablokovat přístup zákazníků k nelegálnímu hazardu. | “ |
| — Jaromír Jirsa, soudce ÚS | |   |

## Sázecí poměry
Různé hazardní hry používají různé sázecí poměry. Sázecí poměr je vlastně poměr vsazené částky k vyplaceným výhrám. Velmi často se používají termíny „výhernost“ nebo také „návratnost“, které procentuálně vyjadřují, kolik se dlouhodobě vrací hráči z každé jeho sázky. Právě neznalost sázecích poměrů je příčinou, že hráči hazardních her se chovají někdy velice pošetile.
Například na ruletovém kole Evropské rulety jsou čísla od 1 do 36 a nula (v případě Americké rulety navíc dvojitá nula). Pokud hráč vsadí na kterékoliv jednotlivé číslo Evropské rulety, tak vyhrává 36 násobek své sázky, ovšem čísel na kole je 37. Dlouhodobě tedy hráč každou svou sázkou prohrává 1/37 své sázky, což je přibližně 2,7 % její hodnoty. V případě hracích automatů v hernách a restauracích záleží na samotných pravidlech hry, ovšem obvykle je výhernost pro hráče mnohem nižší a každou sázkou dlouhodobě prohrává mezi 20 % až 25 % její výše. Výhernost musí být podle zákona vyšší než 75 %, ovšem nelegálně provozované herny na toto nedbají a automaty nastavují tak, aby se výhernost pohybovala hluboko pod touto hodnotou.
Hry v online kasinech s licencí i bez licence nabízí návratnost pro hráče výhodnější, než nabízejí herny kamenné, a zpravidla se pohybuje mezi 90 % a 99 %. Hry jsou stále nastaveny tak, že je hráči dlouhodobě nemohou porazit, ovšem díky nižší počáteční investici online kasin, kdy není třeba vyrábět pro každou hru fyzický výherní automat, ale také díky konkurenčnímu boji a menšímu daňovému i paušálnímu finančnímu zatížení, si mohou online herny dovolit pro hráče výhodnější hry. Online kasina musí výhernost každé hry uvádět v herním plánu, který musí být přehledně k nahlédnutí.

## Podíl sázek v ČR
Prosázené částky se každý rok zvyšují, i když počet automatů klesá. V roce 2016 utratili Češi v automatech, kurzových sázkách a kasinech 196 miliard korun, v roce 2019 to bylo již 389 miliard korun a v roce 2024 983 miliard korun. Více než dvě třetiny přitom prosázeli skrze výherní automaty.[chybí lepší zdroj]
Podíl jednotlivých druhů sázek byl v roce 2019 následující:
- Automaty 68,2 %
- Kurzové sázky 21,8 %
- Živá hra (rulety, kostky, karty) 5,7 %
- Loterie (sportka, stírací losy) 4,2 %
- Ostatní (bingo, tomboly) 0,1 %

## Gamblerství
Lákavá představa rychle získat peníze nebo jiné hmotné výhry a nastavení pravidel hazardních her tak, že z dlouhodobého hlediska jsou nevýhodné pro sázející, vytvářejí bludný kruh. Mnozí jedinci získávají patologickou závislost na hře, rostoucí finanční problémy se snaží vyřešit další účastí na hře, což je velmi nebezpečné.

## Hry
- Black Jack
- Skořápky
- Poker
- Ruleta

## Historie

### 3000 před Kr. – 600 před Kr.
Historici předpokládají, že hazardní hry byly přítomny již v dávných dobách. Hazardní hry jsou typem činnosti, při níž je možné jasně určit vítěze a poraženého, a proto se staly ideální zábavou v pravěku,[zdroj?] kdy byly v popředí boje o nadvládu, moc a vítězství.
Hazardní hry si rychle získaly oblibu jako činnost spojená s konzumací alkoholu a bohatým stolováním.  Monarchové a císaři utráceli své bohatství za tuto novou populární formu zábavy. Vznik mincí v Lýdii (dnešní Turecko) značně oživil atmosféru hazardních her a dodal jim více vzrušení.
Hazardní hry hrají důležitou roli při poznávání starověkých společností, protože ať se podíváme na jakoukoli část lidské historie, vždy najdeme důkazy o souvislosti s hazardními hrami.

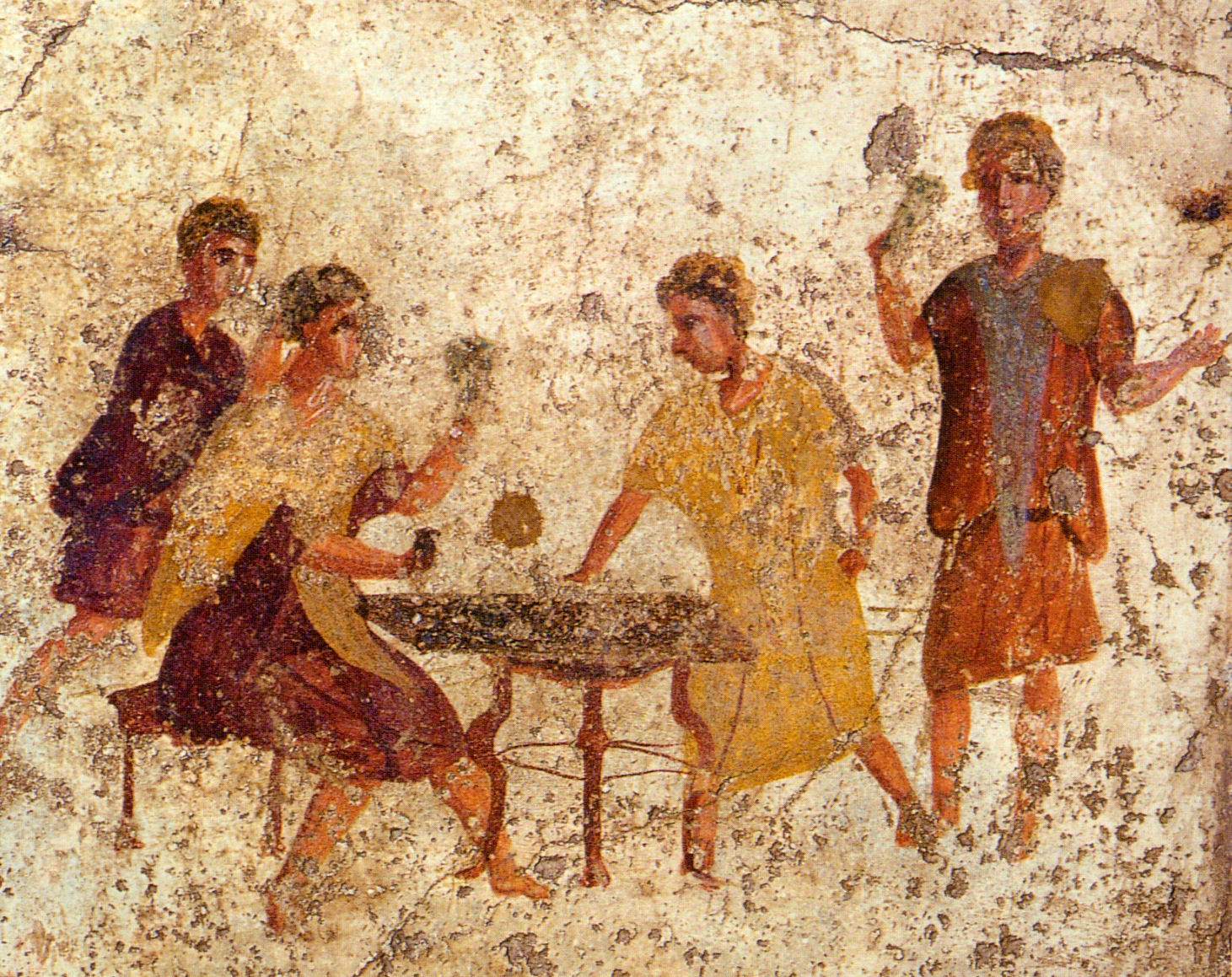

Ačkoli je obtížné určit konkrétní data počátků hazardních her, jejich přítomnost je patrná ve většině kulturních a historických záznamů. Hazardní hry se vyvíjely a přizpůsobovaly různým společenským a technologickým změnám, od egyptských „her Senet“ a řeckých a římských kostek až po vznik kasin v 17. století a moderních online kasin. 
Nejstarší důkaz o kostkách byl nalezen v egyptské hrobce. Důkazy také naznačují, že šestistranné kostky se používaly v Mezopotámii v období 3000 let před naším letopočtem. Kolem roku 1000 př. n. l. se herny staly oblíbenou kratochvílí lidí a císaři často utráceli veřejné prostředky za hazardní hry a pití. První mince se začaly razit v Lýdii, která se nachází v dnešním Turecku. To je počátek používání mincí pro hazardní hry.

### 500 – 1541
V 5. století našeho letopočtu byly v Konstantinopoli oblíbenou hazardní hrou hrací automaty s motivem koňských dostihů. Lidé si mohli vsadit na to, která kulička se dostane z horní části automatu na spodní nejrychleji. Stroj měl uvnitř mnoho skrytých drah, takže tipování záviselo výhradně na náhodě. První důkazy o kartách se nacházejí ve starověké Číně z 9. století našeho letopočtu. Čínský spisovatel v jednom ze svých děl uvádí, že princezna Tong Čcheng z dynastie Tchang hrála „listovou hru“. Ve 14. století je hra zvaná kostky zmíněna v Canterburských povídkách, sbírce příběhů anglického básníka Geoffreyho Chaucera. Poměrně složitá pravidla této hry byla v 19. století zjednodušena a vznikla hra, kterou dnes známe pod názvem kostky. O prvním známém předchůdci blackjacku, španělské hře Trente-un, se zmiňuje kněz. Později se o hře zmínil Miguel de Cervantes Saavedra v roce 1570. Než se z Vingt-et-un vyvinul blackjack, který si získal velkou oblibu v 18. století, hrálo se také několik dřívějších verzí blackjacku, například francouzský Quinze a italský Sette e Mezzo. V 16. století n. l. vzniká Liber de Ludo Aleae („Kniha o hazardních hrách“). Tato kniha je často uváděna jako jeden z pilířů teorie pravděpodobnosti. Kromě toho je považována za jednu z prvních příruček hazardních her svého druhu. Zákon o zakázaných hrách z roku 1541 v podstatě znemožňuje hazardní hry v Anglii. Král Jindřich VIII. se obával, že sporty a hry, jako jsou kuželky, tenis, kostky a karty, budou odvádět pozornost mužské populace od vojenských povinností, a zákon byl důsledkem těchto obav. Některé části zákona zůstaly v platnosti až do zákona o hazardních hrách z roku 1845, zatímco zákon o sázkách a hrách z roku 1960 jiné části revidoval.